# Giles, Giles and Fripp
Giles, Giles and Fripp var en musikgruppe i slutningen af 1960'erne, som bestod af brødrene Michael Giles på trommer og Peter Giles på bas samt Robert Fripp på guitar.
De udgav kun ét album, The Chearful Insanity of Giles, Giles and Fripp i 1968.
I 2002 udkom en ny indspilning, The Brondesbury Tapes, med forskellige optagelser fra 1968, og hvor gruppen er udvidet med Ian McDonald på saxofon og fløjte samt Judy Dyble som sanger.
Michael Giles, Fripp og McDonald dannede den første udgave af King Crimson sammen med bassisten og sangeren Greg Lake samt sangskriveren Peter Sinfield. Peter Giles var med på King Crimsons andet album, In the Wake of Poseidon i 1970 og kom senere med i 21st Century Schizoid Band. Judy Dyble kom fra Fairport Convention og fortsatte i Trader Horne